# Chalcatzingo (Morelos)
Chalcatzingo es una localidad del estado mexicano de Morelos. Es parte del municipio de Jantetelco.

## Toponimia
El nombre «Chalcatzingo» proviene de los términos en náhuatl: Chalcalli, ciénaga; tzin, diminutivo; co, locativo. Su significado es «Lugar de cienaguitas».

## Demografía
| Gráfica de evolución demográfica |
|                                  |

| Censo | Población |
| ----- | --------- |
| 1900  | 385       |
| 1910  | 398       |
| 1921  | 251       |
| 1930  | 331       |
| 1940  | 420       |
| 1950  | 461       |
| 1960  | 700       |
| 1970  | 1067      |
| 1980  | 1326      |
| 1990  | 1746      |
| 2000  | 2199      |
| 2010  | 2449      |
| 2020  | 2812      |